# Jamais contente
Ne doit pas être confondu avec La Jamais contente.
Pour plus de détails, voir Fiche technique et Distribution.
Jamais contente est une comédie française réalisée par Émilie Deleuze, sortie en 2016. Le film est tiré du roman de Marie Desplechin, Le Journal d'Aurore, roman décliné en trois opus, publiés entre 2006 et 2009.

## Synopsis
Aurore est une adolescente insupportable de 13 ans fâchée contre tout. Contre ses parents, les garçons, ses profs, et même un beau jour contre sa meilleure amie, alors que celle-ci n'était plus que le fil ténu qui la raccordait encore à la société. Son plus gros problème, c'est qu'elle se sent mauvaise à l'école et a perdu toute confiance en elle. Ses parents ont beau faire preuve de beaucoup de patience, il leur arrive de craquer de désespoir quand elle leur répond comme une peste. Un jour, alors que sa prof de français est en congé maladie, le remplaçant Sébastien Couette, personnage atypique et parfois moqueur, réussit à lui redonner un peu de confiance en elle quand il décèle chez elle un embryon de talent littéraire. M. Couette lui offre un livre de Francis Ponge qu'Aurore finira par lire, malgré son dédain pour la littérature qui lui rappelle trop l'école et ses souffrances. Dans le même temps, trois jeunes de 4 ans ses ainés l'invitent à devenir la chanteuse de leur groupe de rock. Secrètement amoureuse du batteur, elle peine toutefois à s'insérer dans le groupe à cause de son caractère impossible et de ses réactions épidermiques. Un jour, ils lui proposent de faire un concert où elle devra chanter devant un public, supplice ultime pour quelqu'un qui hait la société.

## Fiche technique
- Titre : Jamais contente
- Réalisation : Émilie Deleuze
- Scénario : Émilie Deleuze, Marie Desplechin, Ivan Guyot et Laurent Guyot
- Musique : Olivier Mellano
- Montage : Frédéric Baillehaiche
- Photographie : Jeanne Lapoirie
- Décors : Pascal Le Guellec
- Costumes : Anne Schotte
- Producteur : Patrick Sobelman
- Production : Agat Films & Cie - Ex Nihilo
  - Coproduction : Ad Vitam Distribution
  - Association : SOFICA Cinémage 10 et SofiTVciné 3
- Distribution : Ad Vitam Distribution
- Pays d'origine :  France
- Durée : 89 minutes
- Genre : comédie
- Dates de sortie :
  -  Allemagne : 14 février 2016
  -  France :
    - 8 juin 2016
    - 11 janvier 2017

## Distribution
- Léna Magnien : Aurore, l'adolescente
- Patricia Mazuy : Patricia, la mère d'Aurore
- Philippe Duquesne : Laurent, le père d'Aurore
- Catherine Hiegel : Agathe, la grand-mère d'Aurore
- Alex Lutz : Sébastien Couette, le professeur de français
- Nathan Melloul : David, un musicien du groupe
- Axel Auriant-Blot : Tom, un musicien du groupe
- Mehdi Messaoudi : Areski, un musicien du groupe
- Pauline Acquart : Jessica, la sœur ainée d'Aurore
- Tessa Blandin : Sophie
- Raphaëlle Doyle : Lola
- Morgan David : Samira
- Maxime Meyrieux : Marceau

## Musique
Aurore chante Beat the Devil’s Tattoo de Black Rebel Motorcycle Club avec son groupe de rock. La chanson du concert est Mamy Blue dans la version de Nicoletta.

## Tournage
Pendant l'été 2016, le tournage s'est déroulé au collège Lucie et Raymond Aubrac ainsi qu'au Studio Bleu pour les séquences de répétitions, à Paris.

## Distinction
- Festival du film de Cabourg 2017 : Prix Premiers Rendez-vous pour Léna Magnien